# Sergi López i Miró
Sergi López Miró (Barcelona, 15 d'agost de 1968) és un ex-nedador català i entrenador de natació.
Començà a nedar al Club Natació Atlètic, passant més tard al CN Sant Andreu i el 1987 al CN Montjuïc. Amb l'objectiu de millorar en l'esport de la natació marxà als Estats Units on entrenà a la Universitat d'Indiana i a l'American University de Washington.
Guanyà la medalla de bronze als Jocs Olímpics de Seül 1988 en la prova de 200 metres braça. Fou quart a Barcelona 92 en la mateixa prova. També fou subcampió del món a Palma 1993 en relleus, medalla de bronze al Campionat d'Europa d'Atenes 1991 i or als Jocs del Mediterrani de Latakia 1987. Va batre diversos rècords universitaris i 14 rècords d'Espanya.
Un cop retirat esdevingué entrenador. Fou entrenador al Honved Swim Club de Budapest (1994-95), Arizona University (1995-96), Hillenbrand Aquatics a Tucson (1997-2000), Wildcat Aquatics a Evanston, Illinois i Northwestern's Aquatic Swimming Association (2000-2004), West Virginia University (2005-2007) i The Bolles School a Jacksonville, Florida (2007).